# Nemea (Mythologie)

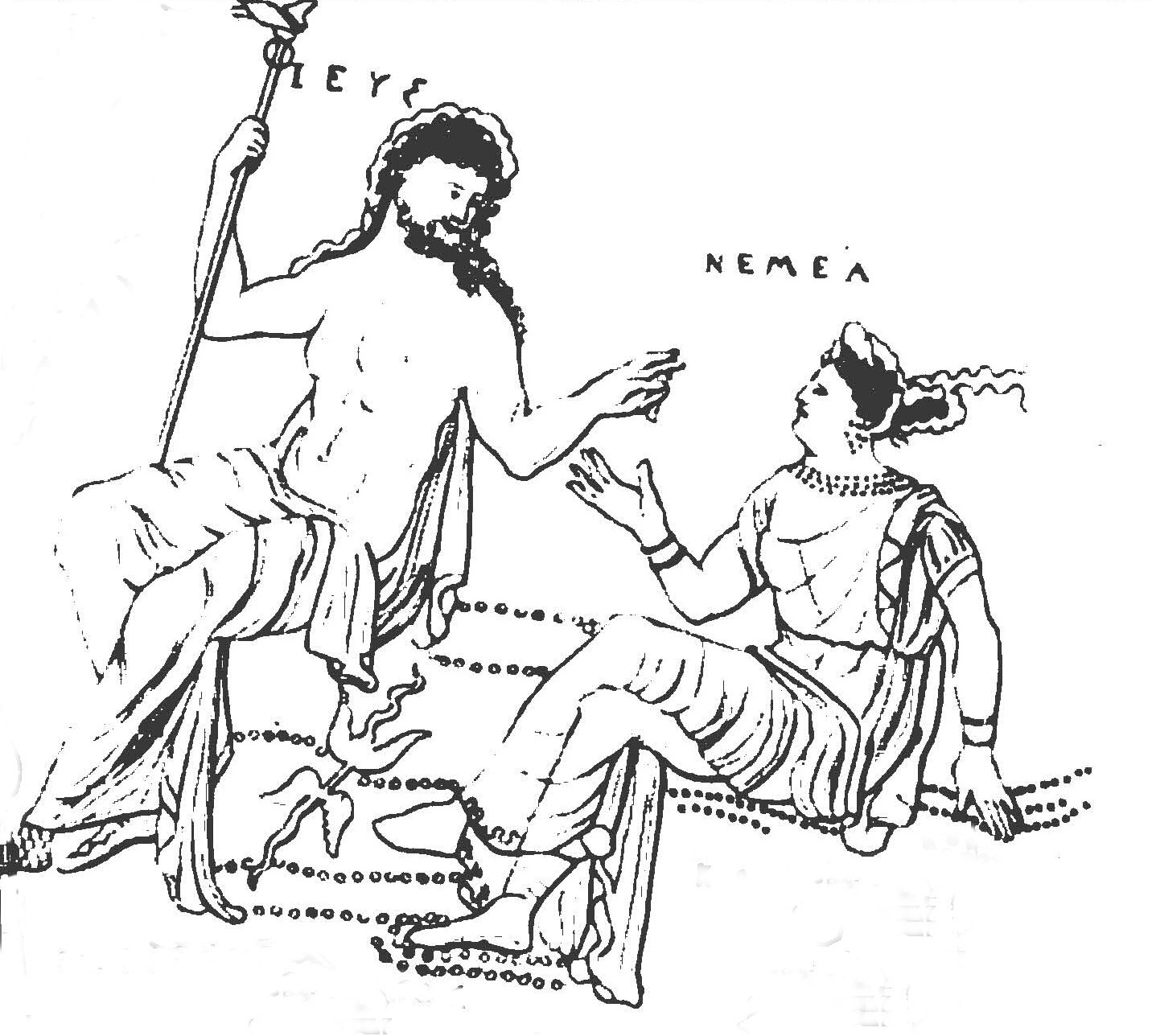
Archemorosvase (Neapel) mit dem „Tod des Archemoros“, Ausschnitt: Nemea (rechts) im Gespräch mit Zeus (Nachzeichnung)

Nemea (altgriechisch Νεμέα Neméa) ist eine Nymphe der griechischen Mythologie.
Sie ist die Göttin der Nemeischen Spiele und die eponyme (namensgebende) Göttin des Orts Nemea in der Argolis. Sie war wie ihre beiden Schwestern Pandia und Ersa eine Tochter des Zeus und der Selene. Sie soll die Mutter des Heros Archemoros gewesen sein, zu dessen Ehre die Nemeischen Spiele abgehalten wurden.
Nach anderen Quellen hieß Archemoros’ Mutter Eurydike und der Vater war Lykurgos, König von Nemea.

## Ikonographie
Der ikonographische Bestand ist vergleichsweise spärlich. Neben einigen verlorenen Kunstwerken, die von antiken Autoren erwähnt wurden, sind eine Reihe antiker Vasen und eine Gemme bekannt, auf denen Herakles’ Kampf mit dem Nemeischen Löwen dargestellt wird, und man vermutet, dass sich Nemea auf diesen Werken in Herakles’ Gefolge befindet. Beweisbar sind diese Vermutungen schwer, weil Nemea keine eindeutigen Attribute zugeordnet werden können.
Auf einer der zwei Archemorosvasen (siehe unten) ist Nemea durch eine Inschrift bezeichnet. Da beide Vasen aus Ruvo in Apulien stammen, ist es nicht unwahrscheinlich, dass Nemea auch auf der anderen Vase dargestellt ist.
| Literatur    | LIMC, Band 2,1, Seite 474, Nr. 10, Band 2,2, Seite 358, Nr. 10 (Abb.), Band 6,1, Seite 732, Nr. 15, Band 6,2, Seite 430, Nr. 15 (Abb.), Overbeck, Seite 114–119 (Nro. 26)                                                                                                 |
| Jahr         | um 340 v. Chr. |
| Beschreibung | Rotfiguriger Volutenkrater aus Ruvo (Apulien). Der Bildfries zeigt die Aufbahrung des toten Archemoros. Rechts oben neben dem Naiskos sind Zeus und Nemea im Gespräch dargestellt (siehe Titelbild). Die Benennung Nemeas ist durch die Namensbeischrift NEMEA gesichert. |
| Ort          | Neapel, Museo Nazionale, 81394 (H 3255) |

| Literatur    | LIMC, Band 2,1, Seite 474, Nr. 8, Band 2,2, Seite 357, Nr. 8 (Abb.), Band 6,1, Seite 732, Nr. 14, Band 6,2, Seite 430, Nr. 14 (Abb.), Overbeck, Seite 112–114 (Nro. 24)                                            |
| Jahr         | um 350 v. Chr. |
| Beschreibung | Rotfiguriger Volutenkrater aus Ruvo (Apulien). Der Bildfries zeigt unten den toten Archemoros zwischen Hypsipyle (links) und Nemea, oben den Kampf von vier Helden gegen die Schlange, die Archemoros getötet hat. |
| Ort          | St. Petersburg, Eremitage, Б 1714 |